# Montevideo Chico
Montevideo Chico est une localité uruguayenne du département de Tacuarembó.

## Localisation
Situé au centre du département de Tacuarembó, Montevideo Chico s’est développé au sud du río Tacuarembó, entre les arroyos Claudina (à l’ouest) et Lucio (à l’est). La localité la plus proche est celle de Clara, à 17 km à l’ouest.

## Population
| 1996 | 2004 | 2011 |
| ---- | ---- | ---- |
| -    | -    | 26   |